# Филяево (Сокольский район)
Филяево — деревня в Сокольском районе Вологодской области.
Входит в состав городского поселения город Кадников, с точки зрения административно-территориального деления — в Кадниковский сельсовет.
Расстояние по автодороге до районного центра Сокола — 14 км, до центра муниципального образования Кадникова — 2 км. Ближайшие населённые пункты — Кадников, Ерденово, Подъельное.
По переписи 2002 года население — 29 человек (14 мужчин, 15 женщин). Преобладающая национальность — русские (97 %).